# Крокіс фарбувальний
Крокіс фарбувальний, сафлор красильний, шафран дикий , американський шафран[джерело?] (Cárthamus tinctórius) — однорічна рослина; вид роду сафлор родини айстрові, або складноцвіті. Стародавня олійна та красильна культура (у Стародавньому Єгипті використовували для фарбування пов'язок при муміфікуванні).

## Ботанічний опис

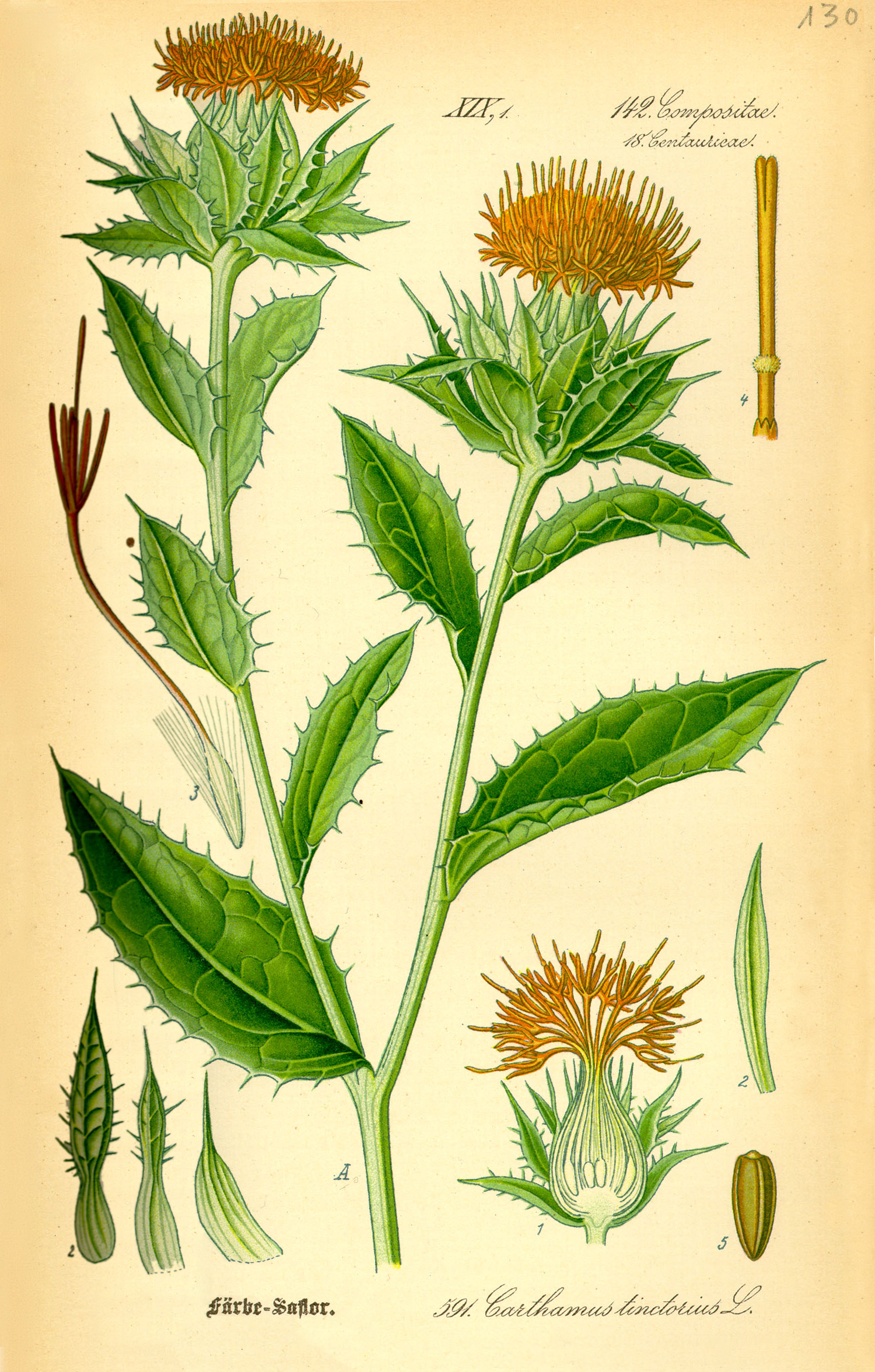
Ботанічна ілюстрація з книги О. В. Томе
Flora von Deutschland, Österreich und der Schweiz, 1885.

Однорічна, рідше дворічна рослина висотою 0,4 — 1,5 м.
Стебло пряме, гіллясте, з білуватим глянцем.
Листя довгасто-ланцетне, чергове, велике, цілокрає, майже сидяче, по краю шипувате.
Квітки дрібні трубчасті, п'ятироздільні, червоні, жовті, помаранчеві, дуже рідко білі. Зібрані по 25-60 штучок у суцвіття — кошик, розміром 1,5-3 см. В залежності від сорту на рослині буває 14-60 кошиків. Кожна рослина цвіте близько місяця в липні-серпні. Сафлор перехреснозапильна рослина, в тому числі й бджолами. Медопродуктивність 20-25 кг/га.
Плід — біла, гола, блискуча сім'янка, овально-чотиригранної форми зі слабко виступаючими ребрами з боків.

## Хімічний склад
У квітках знайдені халконові глікозиди: картамін, ізокартамін, картамідін-5-глікозид, 7-глікозид лютеоліна.
У насінні сафлору міститься до 60 % (за іншими даними, 25 — 37 %) напіввисихаючої жирної олії.

## Поширення
Зустрічається як у дикому вигляді — бур'ян — так і культивується спеціально.
На території колишнього СРСР зростає на Кавказі, у Туркменістані, у деяких місцях Курської, Харківської, Полтавської, Херсонської областей і у Криму. Крім того, культивується у Єгипті, Іспанії, Китаї, США, Південній Америці, Африці. Урожайність насіння на території України 7-9 ц/га.

## Застосування

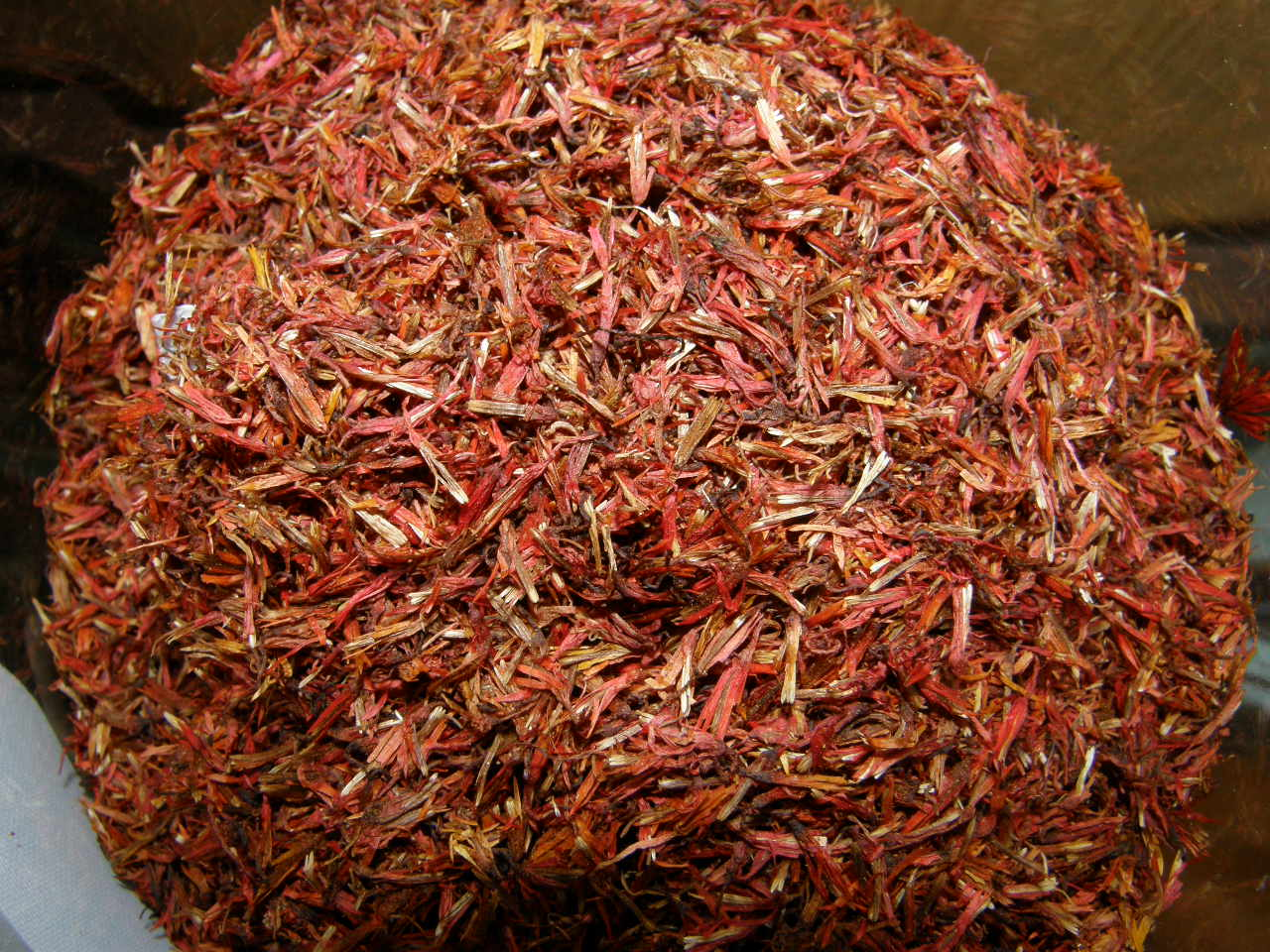
Сушені пелюстки сафлору фарбувального — сировина для отримання картамін

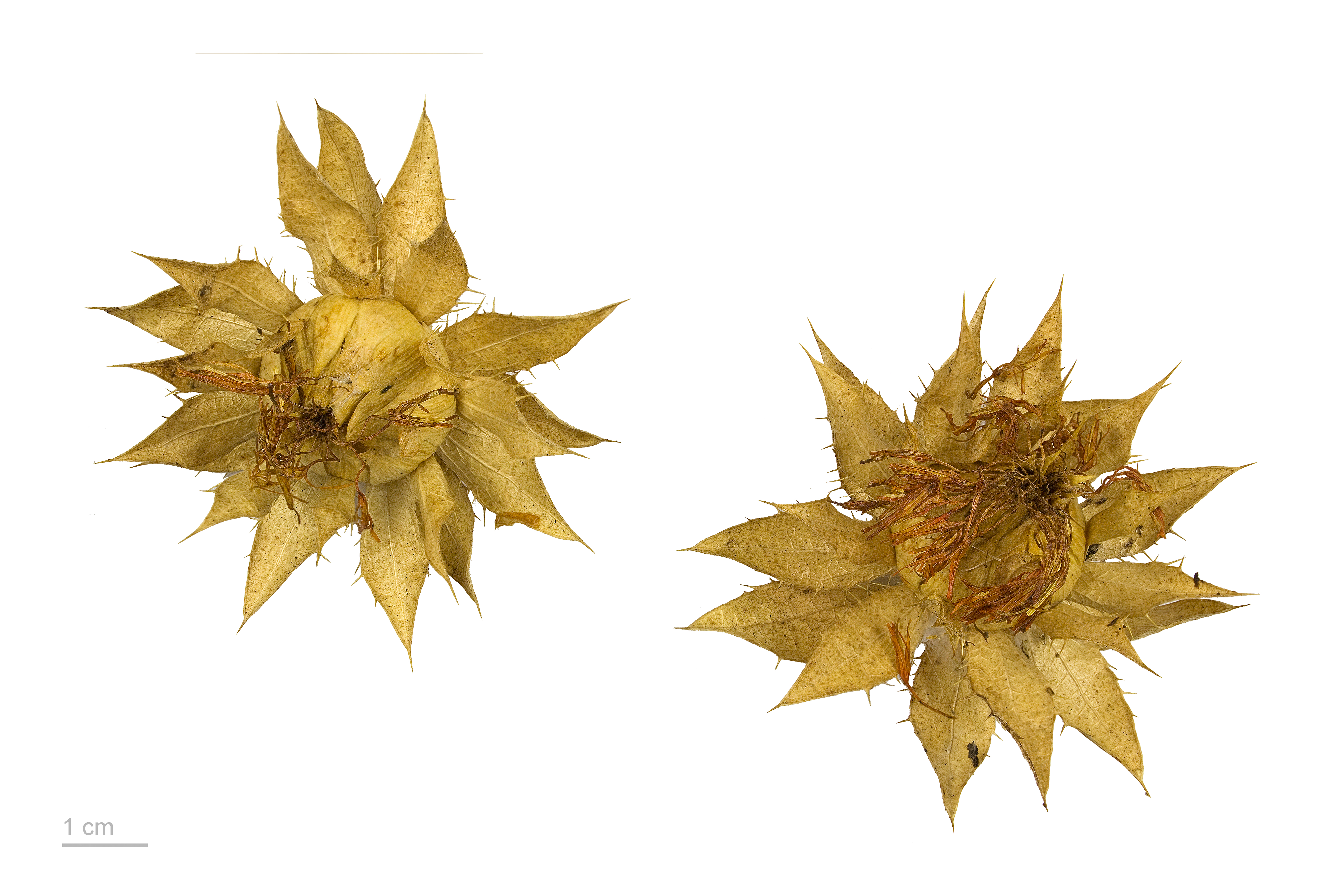
Плоди

Язичкові квітки сафлору красильного використовують для отримання нешкідливих барвників жовтого, червоного та шафранового кольорів, у тому числі і у харчовій промисловості, наприклад, для виробництва карамелі.
Пелюстки сафлору містять два основних різних фарбувальних пігменти — жовтого та червоного кольору.
Жовтий пігмент — сафлоргель — вважається менш цінним та часто видаляється шляхом промивання пелюсткової маси водою.
Червона сполука сафлору — картамін — важко розчинний у воді. В ефірі картамін не розчиняється зовсім, але зате легко розчиняється у спирті та лугах (у нашатирному спирті). Крім них, міститься ряд інших пігментів тих же кольорів.
Сафлор красильний використовується як олійна культура, олія застосовується у виробництві маргарину.
Квітки сафлору використовуються як компоненти квіткових чаїв.
У медицині — використовується як проносне, сечогінне, жовчогінне.

### У косметології
З продуктів сафлору красильного в косметології особливо цінується сафлорова олія. Вона насичена лінолевою кислотою (близько 80 %), не синтезуються в організмі. Лінолева кислота надає еластичність кровоносним судинам, регулює важливі процеси життєдіяльності організму, має зволожуючий ефект, високу проникаючу здатність.
Олія сафлору красильного зміцнює, надає пом'якшувальну та живильну дію на шкіру, нормалізує клітинні функції, покращує кровообіг, має протизапальну дію, високу вологостримуючу та вологорегулюючу функції.
Крім того, олія сафлору красильного служить активним провідником інших компонентів косметичних засобів у більш глибокі шари шкіри.

### У харчуванні
Використовують для приготування бутанського чаю «черінгма».